# Кортни Тейлор-Тейлор
Кортни А. Тейлор (англ. Courtney A. Taylor; род. 20 июля 1967, Портленд) более известный как Кортни Тейлор-Тейлор — американский певец, гитарист и автор песен из Портленда, штат Орегон. Он является солистом и соучредителем альтернативной рок-группы The Dandy Warhols. Тейлор-Тейлор написал большинство песен группы. Он также соавтор графического романа «One Model Nation» о вымышленной немецкой краут-рок-группе 1970-х годов, выпущенного в 2009 году.

## Биография
Тейлор-Тейлор посещал среднюю школу в Бивертоне, изучал социологию, психологию и музыку в колледже в Портленде.
В подростковом возрасте чувствовал себя чужим, находил утешение в работах Ницше и Воннегута, где познакомился с будущим коллегой Питером Хольмстрём. После университета работал механиком, играл на барабанах в различных группах, включая Neros Rome и The Beauty Stab.

## Личная жизнь
Тейлор-Тейлор заработал около 1,5 миллионов долларов за использование песни в рекламе компании Vodafone. Он купил квартал в Портленде для создания комплекса с помещениями для записи и монтажа фильмов. В 2007 году он женился на Локетт Олбриттон, у них родился сын в 2010 году. Тейлор-Тейлор выразил неприязнь к политике, особенно после того, как его песня сопровождала уход Терезы Мэй со сцены.